# Солонцовий (Новосибірська область)
Солонцовий (рос. Солонцовый) — селище у Доволенському районі Новосибірської області Російської Федерації.
Входить до складу муніципального утворення Красногривенська сільрада. Населення становить 176 осіб (2010).

## Історія
Згідно із законом від 2 червня 2004 року органом місцевого самоврядування є Красногривенська сільрада.

## Населення
| 2002 | 2007 | 2010 |
| ---- | ---- | ---- |
| 197  | ↗200 | ↘176 |